# Ernst G. Bauer
Ernst G. Bauer (27 de fevereiro de 1928) é um físico estadunidense nascido na Alemanha.

## Condecorações
- 2005 Prêmio Davisson–Germer

## Publicações selecionadas
- Bauer, Ernst (1958). «Phaenomenologische Theorie der Kristallabscheidung an Oberflaechen I.». Z. Kristallogr. 110: 372–394. Bibcode:1958ZK....110..372B. doi:10.1524/zkri.1958.110.1-6.372
- Bauer, Ernst; J. H. van der Merwe (1986). «Structure and growth of crystalline superlattices: from monolayer to superlattice». Phys. Rev. B. 33 (6): 3657–3671. Bibcode:1986PhRvB..33.3657B. doi:10.1103/PhysRevB.33.3657
- Bauer, Ernst (1994). «Low energy electron microscopy». Reports on Progress in Physics. 57 (9): 895–938. Bibcode:1994RPPh...57..895B. doi:10.1088/0034-4885/57/9/002
- Bauer, Ernst (1998). «LEEM basics» (–). Surface Review and Letters. 5 (6): 1275–1286. Bibcode:1998SRL.....5.1275B. doi:10.1142/S0218625X98001614